# Castellar de Santiago (kommunhuvudort)
Castellar de Santiago är en kommunhuvudort i Spanien.   Den ligger i provinsen Provincia de Ciudad Real och regionen Kastilien-La Mancha, i den centrala delen av landet, 210 km söder om huvudstaden Madrid. Castellar de Santiago ligger 833 meter över havet och antalet invånare är 2 175.
Terrängen runt Castellar de Santiago är platt åt nordväst, men åt sydost är den kuperad. Runt Castellar de Santiago är det glesbefolkat, med 13 invånare per kvadratkilometer. Närmaste större samhälle är Torrenueva, 13,4 km nordväst om Castellar de Santiago. 